# Бядоліни-Радловські
Бядоліни-Радловські (пол. Biadoliny Radłowskie) — село в Польщі, у гміні Войнич Тарновського повіту Малопольського воєводства.
Населення — 1223 особи (2011).
У 1975-1998 роках село належало до Тарновського воєводства.

## Демографія
Демографічна структура станом на 31 березня 2011 року:
|          | Загалом | Допрацездатний вік | Працездатний вік | Постпрацездатний вік |
| -------- | ------- | ------------------ | ---------------- | -------------------- |
| Чоловіки | 593     | 134                | 395              | 64                   |
| Жінки    | 630     | 152                | 349              | 129                  |
| Разом    | 1223    | 286                | 744              | 193                  |